# 古河公方

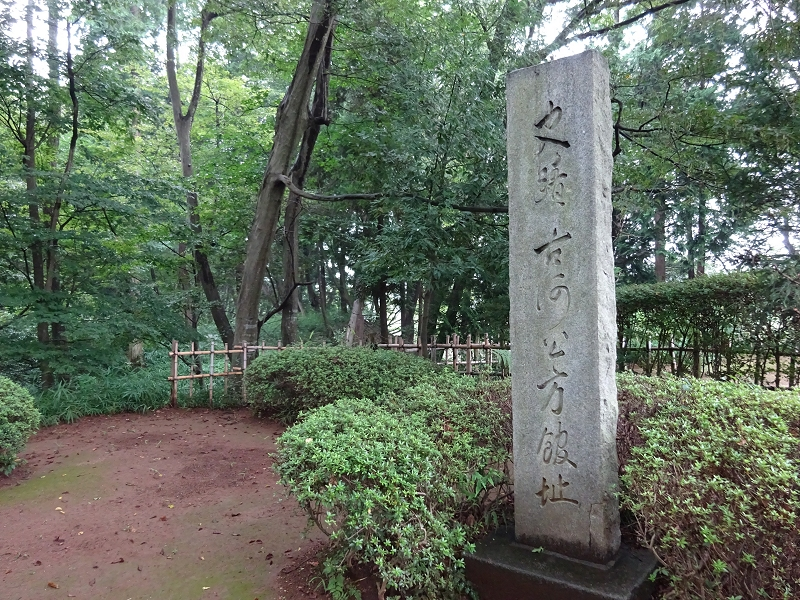
古河公方館址

古河公方（こがくぼう）は、室町時代後期から戦国時代にかけて、下総国古河（茨城県古河市）を本拠とした関東足利氏。享徳4年（1455年）、第5代鎌倉公方・足利成氏が鎌倉から古河に本拠を移し、初代古河公方となった（享徳の乱）。その後も政氏・高基・晴氏・義氏へと約130年間引き継がれる。御所は主に古河城。古河公方を鎌倉公方の嫡流とみなし、両方をあわせて関東公方と呼ぶこともある。

## 日本史上の位置付け
古河公方が成立した享徳の乱は、応仁・文明の乱に匹敵し、関東における戦国時代の幕を開ける事件である。それまでの政治体制が大きく動揺し、新興勢力の後北条氏が台頭する遠因ともなった。
従来、関東における戦国時代については、後北条氏を軸にして捉える傾向が強く、後北条氏以前の実態には関心が比較的低かった。しかし、近年の研究により関東諸豪族から鎌倉公方の嫡流とみなされた古河公方を頂点とする権力構造が存在したことが明らかになっている。 後北条氏の関東支配は古河公方体制に接触し、その内部に入り込み、やがて体制全体を換骨奪胎、自らの関東支配体制の一部として包摂する過程であった。

## 成立とその背景

### 永享の乱・結城合戦まで
貞和5年（1349年）、室町幕府は関東分国統治のために鎌倉府を設置した。関東分国には、上野国・下野国・常陸国・武蔵国・上総国・下総国・安房国・相模国・伊豆国・甲斐国（現在の関東地方と伊豆半島・山梨県）が含まれ、後には陸奥国・出羽国（現在の東北地方）も追加された。
鎌倉府は鎌倉公方とその補佐役である関東管領、諸国の守護、奉行衆、奉公衆らで構成された。鎌倉公方は室町幕府初代将軍足利尊氏の四男・足利基氏を初代とし、氏満・満兼と継承されたが、次第に幕府から独立した行動を取り始める。永享11年（1439年）、第4代鎌倉公方足利持氏と6代将軍足利義教・関東管領上杉憲実とが対立し、持氏が討たれて鎌倉府は滅亡した（永享の乱）。 
翌年の永享12年（1440年）、幕府と関東管領・上杉氏に反発する結城氏朝を始めとする諸豪族が持氏の遺児春王丸・安王丸兄弟を奉じて下総の結城城に立て籠もると、これを上杉清方が鎮圧する（結城合戦）など、不安定な状態が続く。永享の乱・結城合戦の結果、上杉氏は所領を拡大したが、逆に圧迫された伝統的豪族の反発は後の大乱の遠因ともなった。

### 鎌倉府再興
足利義教の死後、幕府は持氏旧臣らによる鎌倉府再興の要望を受け入れ、文安4年（1447年）に持氏の遺児で春王丸と安王丸の兄弟の足利成氏が第5代鎌倉公方に就任した。幕閣内では前管領の畠山持国の支援があり、上杉氏も新たな鎌倉公方が対立する諸豪族との仲介になることを期待した。なお、関東管領は上杉憲実の子である憲忠に交替した。
しかし、小山氏・結城氏・宇都宮氏・千葉氏・那須氏・小田氏等の伝統的豪族と、関東管領山内上杉家・扇谷上杉家との緊張関係は改善されず、宝徳2年（1450年）には、山内上杉家の家宰長尾景仲及び扇谷上杉家の家宰太田資清が成氏を襲撃する事件（江の島合戦）が発生した。難を逃れた成氏は両者の処分を幕府に訴えたが実現しなかった。享徳元年（1452年）、管領が細川勝元に代わると、幕府の対東国政策も変化し、関東管領の取次がない書状は受け取らないなど、鎌倉公方に対して厳しい姿勢をとった。

### 古河公方成立（享徳の乱・初代足利成氏の時代）
享徳3年（1454年）、成氏による関東管領上杉憲忠の謀殺をきっかけとして享徳の乱が勃発する。享徳4年（1455年）、分倍河原の戦い・小栗城（筑西市）の戦い等、緒戦は成氏勢が有利だったが、室町幕府は成氏討伐を決め、同年6月、上杉氏援軍の今川範忠勢は、成氏が遠征中で不在となっていた本拠地・鎌倉を制圧した。成氏は下総の古河を新たな本拠としたため、これを古河公方と呼ぶ。 享徳4年（1455年）7月、元号が康正に改められたが、成氏は改元を正式に通知されてないとして、享徳を使用し続けたことから、このときに始まる内乱は「享徳の乱」と呼ばれるようになった。
一方、長禄2年（1458年）12月、室町幕府は足利政知を新たな鎌倉公方として東下させた。だが、政知は鎌倉へ行けず、伊豆の堀越を御所としたため、これを堀越公方と呼ぶ。以後およそ30年間にわたり、おもに下野国・常陸国・下総国・上総国・安房国を勢力範囲とした古河公方・伝統的豪族勢力と、おもに上野国・武蔵国・相模国・伊豆国 を勢力範囲とした幕府・堀越公方・関東管領山内上杉氏・扇谷上杉氏勢力とが、関東を東西に二分して戦った。
緒戦で不利だった上杉勢は、五十子陣を始めとして、河越城・岩付城・江戸城などの拠点を整備して反撃に転じ、長年に渡って一進一退の戦況が続いた。しかし文明8年（1476年）、山内上杉氏家宰の後継争いに起因した長尾景春の反乱が発生するなど、上杉氏内部の矛盾が大きくなると、ようやく機運が熟して、文明14年11月27日（1483年1月6日）成氏と幕府との間に「都鄙和睦」が成立した 。
この和睦の結果、堀越公方は伊豆一国を支配することとなり、実質的に成氏は関東公方の地位をあらためて幕府に承認されたと考えられる。 しかし、古河公方と堀越公方の並立、山内・扇谷両上杉氏間の抗争（長享の乱）勃発など、不安定な状態は継続しており、成氏が鎌倉に戻ることはなかった。　鎌倉は相模守護である扇谷上杉氏の支配下にあったが、その後、永正9年（1512年）8月頃に伊勢宗瑞（北条早雲）の支配下に置かれることになる。

## 古河の本拠地化

### 古河移座の背景
享徳の乱の際に、足利成氏が新たな本拠地として古河を選んだ理由としては、以下が指摘されている。
- 経済的基盤：鎌倉公方の御料所は家臣団により経営されて、経済的基盤となっていた。主なものは鎌倉周辺の相模国内、および、下河辺荘を中心とした関東平野中心部との二か所にあり、下河辺荘の拠点だった古河は経済的にも適地であった。なお、足利家の家臣簗田氏と野田氏は、それぞれ下河辺荘の水海・関宿と古河・栗橋を地盤とし、成氏の古河移座後も関宿城及び栗橋城に拠って古河公方を支える。[11][4]

- 地理的条件（旗下武家・豪族の結束点）：成氏の古河移座当時、おおまかには、下野国・下総国全体、常陸国の大半が古河公方勢力下にあり、上野国・武蔵国の大半、相模国・伊豆国全体は上杉氏の支配下にあった。上野国東部・武蔵国北東部・常陸国南部が係争地であった。従って、古河は各地に散在した支持勢力の中心にあり、かつ、これらを束ねる扇の要の位置にあった[12]。 古河公方を支持した武家・豪族は、下野の宇都宮氏（明綱、正綱）・那須資持・小山持政、下総の結城氏（当初は成朝、のち氏広）・千葉氏（康胤・輔胤・孝胤）、常陸の佐竹義俊・小田持家、上野東部の岩松持国等である。特に小山持政は、成氏が「兄弟の契盟」関係と呼ぶほど強く信頼していた[13]。　宇都宮氏や千葉氏は、支持派と反支持派との内紛の結果、古河公方側になっている。また、上杉氏の影響力が弱い上総国・安房国には、それぞれ、古河公方家臣の武田信長・里見氏（義実？）が入部した。一方、常陸国南部の筑波郡・稲敷郡・真壁郡では上杉氏の影響力が強かった[12]。

- 水上交通：古河は水上交通の幹線となる河川が集まっていた。当時の河船は現在の鉄道・自動車に匹敵する最大の物流・交通手段である。渡良瀬川・利根川水系では、上流の渡良瀬川・思川が、足利氏ゆかりの下野国足利荘、および岩松氏や小山氏等の有力豪族拠点と直結した。下流の太日川（現在の江戸川）は、古河公方御料所である下河辺荘を縦断した。（当時の渡良瀬川・利根川河口は東京湾） また、常陸川（現在の利根川下流、茨城・千葉県境部）水系では、印旛沼に面した佐倉を拠点とする有力豪族の千葉氏と結ばれた。[14][9]

- その他：利根川や渡良瀬川を始めとする大小河川や湖沼・湿地が、上杉勢に対する天然の堀となり、守りやすい地形であった。また、南北朝時代から、戦略上の要地として整備されてきたことも、よく指摘されている。[4][8]

なお、古河への移転については、享徳の乱開始後の早い段階においてある程度計画性を持っていたとする黒田基樹の説と小栗城攻めに時間を費やしている間に鎌倉を落とされたための結果論とする久保賢司の説が対立している。ただし、成氏は鎌倉陥落後も下野方面の平定を優先し、傘下の軍にも動揺がみられなかったことから、鎌倉府の本拠地である鎌倉に最後まで拘った父・足利持氏と一連の戦乱で鎌倉以外の土地で過ごした時期が長かった成氏との間では、鎌倉に対する認識が異なっていた可能性はある。

### 中世都市・古河の様子
成氏の移座により、古河は第二の鎌倉・新たな東国の都となった。また、鎌倉府から継承された政治・権力を「古河府」とも呼ぶ。
李氏朝鮮の申叔舟が1471年に記した海東諸国紀には、「上総州にある鎌倉殿（成氏）の居所が東都と呼ばれている」と紹介されているが、この「東都」は古河を指すと考えられる。また、公方旗下の武将も、古河に出仕することを「鎌倉」に出仕すると言い表しており、古河が鎌倉として意識されていたことが分かる（『松陰私語』）。
町の様子は近世（江戸時代）に大きく変わったため、現在は当時の面影が残っていないが、分かっていることは幾つかある。古河公方御所（中世古河城）の場所は、近世古河城の本丸に該当していた。また、近世以前の奥州への古い街道が古河城内を縦断し、観音寺曲輪・桜町曲輪の場所に宿場町があった。『松陰私語』には、文明年間に上野国の岩松尚純が古河に出仕したときの様子として、居城の金山城から古河までは利根川を舟で往来したこと、御所には大きな「四足御門」があったこと、御所の周辺に宿所と呼ばれる家臣団の集落があったこと、座頭・舞々・猿楽等の芸能集団が活動していたことなどが記されている。また、第二代政氏 のときには、連歌師の猪苗代兼載が公方家侍医田代三喜の治療を受けるために滞在し、殿中で句会を開催した。
古河には、鎌倉から多くの奉公衆やその他の家臣、僧侶・文化人が移住してきた。古河城を中心に展開した城下町には、廻船・陸運業、倉庫・金融業を営む特権商人、および馬具作りなどの職人集団が住んでおり、経済・医療・技術・宗教・文化面でも東国の最先端地に成長した。鎌倉の持っていた政治・経済・文化面の機能を相当程度受け継いだと考えられており、なかでも鎌倉府から継承された政治・権力を「古河府」と呼ぶことがある。
古河市域の寺社には、当時の伝説・縁起が多く残されており、足利氏が持ち込んだ文化を知る手がかりになる。主なものを以下に挙げる。
- 尊勝院： もとは鎌倉にあり、足利尊氏の父貞氏が信仰していた。成氏に従って古河に移転。現在は市内二丁目（本町）にある。
- 神宮寺： 成氏が帰依していた僧良宥により鎌倉に開かれ、成氏に従って古河に移転。現在は市内二丁目（横山町）にある。
- 鳳桐寺： 成氏が鎌倉の上川原村に創建。境内の桐の老木に鳳凰が止まったとの言い伝えがあった。成氏に従って古河に移転。現在は市内牧野地にある。
- 長谷寺： 成氏が古河城（御所）の鬼門除けとして、明応2 年(1493年)、鎌倉から長谷観音を勧請したことが起源。現在は市内長谷町にある。
- 満福寺： 成氏により開かれた。成氏および連歌師猪苗代兼載の墓所があると伝わる。現在は野木町野渡にある。
- 永仙院： 成氏により開かれた。鎌倉円覚寺の末寺。当初は成氏の法号により「乾亨院」と称したが、のちに第四代晴氏の法号である「永仙院」に改めた。市内長谷にあったが、明治初期に廃寺。
- 徳源院： 当初は第3代高基室の法号により「瑞雲院」と称した。その後、晴氏室法号の「芳春院」、氏姫法号の「徳源院」と改められた。明治初期に廃寺となり、跡地は市内鴻巣の古河総合公園内にある。なお当院の過去帳には、第五代義氏の法号「香雲院」と称したとの付記があり、義氏の墓所があったとする根拠になっている。
- 松月院： 当初は高基の法号により「千光院」と称した。その後、足利義親室の法号により「松月院」に改めた。市内牧野地にあったが、明治初期に廃寺。現在は「松月院御所塚」とその周辺が小公園として整備されている。
- 大聖院： 第2代政氏あるいは高基により、大永3年（1523年）に開かれたとされる。当初は「永昌寺」と称し、近世古河城内の場所にあったとも言われるが、一旦廃寺。北条氏康妹であり晴氏室の芳春院、義氏室の浄光院により、氏康の菩提を弔うために市内坂間に再建され、氏康法号の「大聖院」と改められた。元和6年（1620年）、現在地の市内南新町（本町）に移転。
- 徳星寺： 建治元年（1275年）創設。成氏の祈願所となった。かつては近世古河城立崎曲輪の場所にあったが、天正18年（1590年）に氏姫と共に市内鴻巣に移転した後、寛文2年（1662年）に現在地の市内横山町に移転。
- 雀神社： 創建は崇神天皇の御代とも貞観年間（859年 - 877年）とも言われる。成氏の崇敬を受けるとともに、晴氏室の芳春院からは鍔口、氏姫からは駒崎の所領を寄進された。かつては古河城内の茂平河岸（桜町曲輪）付近にあったが、城の拡張に伴って移転し、現在は市内厩町（宮前町）にある。
- 八幡神社（八幡町）：成氏が鎌倉の鶴岡八幡宮を古河城三の丸の地に勧請。のちの寛永19年（1642年）に、土井利勝が古河城の鬼門除けとして移転し、現在は市内八幡町（本町）にある。
- 八幡神社（北新町）：成氏が鎌倉の鶴岡八幡宮を古河城諏訪曲輪の地に勧請。のちの寛永13年（1636年）に、古河城の拡張に伴って移転し、現在は市内北新町（本町）にある。
- 真光寺： 古河城からは渡良瀬川対岸にあたる埼玉県加須市向古河にあった。文明10年（1478年）、成氏らが武蔵・成田から帰陣する際に、真光寺の「観音堂」にて休息し、瓜を食べたと考えられている。（『松陰私語』）[26] 現在は廃寺となっており、跡地は加須市北川辺地域の指定文化財（史跡）。

## 「公方－管領体制」の再構築（山内・扇谷上杉家）

### 両上杉氏間の抗争（長享の乱・第二代足利政氏と上杉顕定）
享徳の乱終結後、今度は山内上杉家と扇谷上杉家との抗争（長享の乱）が始まった。扇谷上杉定正が家宰の太田道灌を暗殺した直後の長享2年（1488年）、山内上杉顕定が扇谷勢へ攻撃を開始すると、定正は古河公方成氏・政氏らの支援を得て反撃し、相模実蒔原・武蔵須賀谷原・武蔵高見原の合戦で優勢に立った。
しかし、明応3年（1494年）に定正が陣中で急死した後、家督を継承した上杉朝良が駿河国の今川氏親や伊勢宗瑞（北条早雲）らの支援を得る一方で、今度は顕定が第2代古河公方となった政氏らの支援を得て再度対陣し、永正元年（1504年）武蔵立河原で扇谷勢が大勝したにもかかわらず、永正2年に山内勢が朝良の本拠河越城を攻撃すると、朝良は顕定に和睦を申し出て乱が終結した。
この抗争の中で、上杉顕定は古河公方との結びつきを強化する。「堀越公方の滅亡」・「上杉朝良と外部勢力（伊勢宗瑞等）の結びつき」などの事件が続けて発生して、旧来の秩序が不安定化すると、顕定は関東管領として政氏のもとに出仕し、さらに政氏の弟を養子に迎えて後継者（顕実）とするなど、関東管領を古河公方「御一家」と成すことで、いわゆる「公方－管領体制」の再構築と秩序回復を進めた。

### 公方家内紛（永正の乱・政氏と第三代足利高基）
永正3年（1506年）、足利政氏の嫡子である高基は、政氏との不和が原因で、義父の宇都宮成綱を頼って下野宇都宮に移座し、公方家を動揺させる内紛（永正の乱）が始まった。 不和の原因は良く分からないが、例えば、高基が山内上杉顕定に対して、異心なきことを誓った起請文を出していることから、政氏を支えていた顕定と高基との間に問題があったと推定される。また、政氏が山内上杉氏との連携を重視する一方、高基は対立する後北条氏を重視したことを取り上げる見解もある。他には、高基の正室は宇都宮氏から瑞雲院（宇都宮成綱の娘）を迎えているが、このように正室を周辺の伝統的豪族に求めた例はないことから、高基と宇都宮氏との特別な関係も背景として考えられる。「宇都宮氏をめぐる領主間抗争に際し、高基が宇都宮氏に擁立された」とも言える。
永正6年（1509年）、顕定らの調停により、高基は政氏と和解して古河に帰座したが、翌7年に顕定が越後で戦死した直後、高基は再び古河城を離れて、公方家重臣簗田高助の関宿城へ移座した。同時に山内上杉家でも家督争いが始まると、政氏は顕実を支援し、高基は憲房を支援したため、公方家と関東管領家にまたがる内紛に拡大した。
永正9年（1512年）、憲房が顕実本拠の武蔵鉢形城を攻略した後、顕実は政氏を頼って古河城に逃走し、その直後に政氏も小山成長を頼って小山祇園城に移座した。代わりに高基が古河城に入り、第3代古河公方の地位を確立した結果、「公方－管領体制」は、政氏・顕定（顕実）体制から、高基・憲房体制に置き換わった。のちに憲房もまた、高基の子を養子に迎えて、関東管領の後継者（憲寛）とする。
永正13年（1516年）、高基方の中心人物である宇都宮成綱が縄釣りの戦いで政氏を支持する佐竹義舜・岩城由隆に勝利したことや、政氏を支持する那須氏が宇都宮氏と同盟を結び、高基方に寝返ったことや、小山氏内部において、高基を支持する小山政長らが主導権を握ることになると、政氏の敗北は決定的になった。政氏は扇谷上杉朝良を頼って岩付城へ移座し、同15年（1518年）の朝良死去後は、甘棠院（埼玉県久喜市）にて隠棲した。なお、政氏の墓は甘棠院内にあり、政氏以降の歴代古河公方の葬儀は古河ではなく久喜の甘棠院で実施されたとされている。

## 公方権力の分裂（古河・小弓の嫡流争い）

### 小弓公方の成立（足利高基の時代）
足利高基の弟である義明は、 雪下殿（鶴岡八幡宮若宮別当）の地位にあり、空然と称したが、還俗して義明と改名した。初代足利成氏の時代にも、弟の定尊が雪下殿として、寺社による地方支配体制、いわゆる「公方－社家体制」を支えて、公方権力の一翼を担っており、義明も同様の立場であった。
永正の乱当初、義明は高基に協力したが、高基が古河公方の地位を確立すると、独立して行動し始めた。永正14年（1517年）、上総の真理谷武田氏が、高基側の下総・原氏から小弓城を奪取。義明は下河辺庄高柳（久喜市高柳）から小弓城に移座し、自らを政氏の後継であるとして、嫡流を高基と争ったため、これを小弓公方と呼ぶ。この結果、公方権力は分裂し、その一翼を担った「公方－社家体制」も崩壊した。小弓公方は、扇谷上杉朝良および安房国の里見氏、常陸国の小田氏・多賀谷氏らにも支持された大勢力であった。北条氏綱も、真理谷武田氏との関係により、小弓公方を支持した。
永正16年（1519年）、高基は小弓側の拠点である椎津城（市原市）を攻撃したが、義明は里見氏の軍勢で反撃した。その後も、古河側の高城氏拠点根木内城と小弓側の名都借城（流山市）など各地で激戦が繰り広げられ、古河側重要拠点の関宿城も小弓勢の脅威にさらされた。

### 小弓公方の滅亡（国府台合戦・第四代足利晴氏）
天文2年（1533年）および天文3年と、小弓公方支持基盤となっていた安房の里見氏および上総の真理谷武田氏において、連続して家督争いが始まった。このとき、義明は里見義豊・ 真里谷信応を支持し、北条氏綱は里見義堯・真里谷信隆を支持した。この家督争いの結果、特に真理谷武田氏は大きく衰退する。同じころ後北条氏の武蔵侵攻を受けて、扇谷上杉氏の勢力も後退したため、小弓公方をとりまく状況が大きく変化し始める。
享禄4年（1531年）、古河公方が高基から嫡男の足利晴氏に、同時に関東管領も高基次男の上杉憲寛から、嫡流の憲政に代わる（詳細は「関東享禄の内乱」参照）。晴氏が第4代古河公方となった後の天文7年（1538年）、晴氏の上意を得た後北条勢が下総国府台に進出した小弓勢を打ち破った（国府台合戦）。この結果、義明が敗死して小弓公方は滅亡し、古河・小弓分裂状態が解消された。

## 後北条氏との相補・相克

### 公方体制内の後北条氏台頭（足利晴氏と北条氏綱）
第4代公方足利晴氏は北条氏綱の力を借りて国府台合戦に勝利したが、これを契機に古河公方体制内における後北条氏の影響力が増大する。天文8年（1539年）、氏綱の娘が晴氏のもとに入嫁する。後の芳春院であり、次の古河公方になる足利義氏の母である。この婚姻は高基が後北条氏と約束していたが、晴氏は放置していた。しかし、国府台合戦以後、古河城直近にまで勢力を広げた氏綱の度重なる要請は無視できなくなった。以後、氏綱は自らを古河公方足利氏「御一家」・関東管領であるとし、後北条氏に警戒心を抱く周辺の伝統的豪族に対し、関東支配の正統性を主張できるようになった。

### 晴氏、北条氏康と対立（河越合戦）
扇谷上杉氏は、度重なる後北条勢の攻勢に耐えきれず、大永4年（1524年）に江戸城と岩付城を続けて失い、天文6年（1537年）には本拠の河越城も失陥していた。しかし、天文10年（1541年）、氏綱が没すると、山内上杉氏・扇谷上杉氏は反撃を開始する。扇谷上杉朝定と山内上杉憲政は、駿河の今川義元と計って後北条勢を挟撃し、天文14年（1545年）には河越城を包囲した。
晴氏は、後北条家を継いだ氏康の要請により当初は静観したが、結局は憲政の求めに応じて、自ら兵を率いて河越城攻撃に参加した。しかし、天文15年（1546年）の河越合戦において、両上杉・古河公方の連合軍は寡兵の後北条勢に敗れ、朝定は敗死・憲政は上野平井城に敗走・晴氏も古河城に敗走した。その後、憲政は越後国に逃れ、上野国も後北条氏の勢力範囲内になる。
劣勢になった晴氏は後北条氏の介入を排除できなくなり、次の古河公方になるはずだった足利藤氏を廃嫡し、天文21年（1552年）には自らも退いて、氏康の甥にして婿である足利義氏を第5代古河公方とした。義氏は後北条氏の庇護のもとで公方権力を行使し、後北条氏が関東諸豪族に介入することになる。。義氏は家督継承直後の天文22年（1553年）、後北条氏重臣である遠山氏支配下の下総国葛西城におり、天文24年（1554年）11月の元服もこの地にて行われた。以後、永禄元年（1558年）の鶴岡八幡宮に参詣するまで「葛西殿」と称されていた。長塚孝は、天文21年11月（義氏の公方就任）から翌22年2月及び同23年から永禄元年（1558年）4月までの期間に「葛西公方府」が存在していたと結論づけ、黒田基樹は長塚説を肯定した上でこの期間の古河公方は厳密には「葛西公方」であったとしている。
天文23年（1554年）、晴氏と藤氏は古河城に籠城し、後北条勢に抵抗したがかなわず、晴氏は相模の秦野に幽閉された。その後、晴氏は後北条氏に近い公方重臣の野田氏によって栗橋城に幽閉され、永禄3年（1560年）に没した。永禄元年（1558年）、鎌倉にいた義氏は古河に近い関宿城に移座した。これには後北条氏に従わない公方重臣の簗田氏を、弱体化させる目的もあったと考えられている。関宿は簗田氏の基盤であったが、古河公方義氏の命令には簗田晴助も従わざるを得ず、関宿城を明け渡した。

### 北条氏政と上杉謙信の公方擁立争い（第五代足利義氏と足利藤氏）
永禄3年（1560年）、北条氏康が隠居して、北条氏政が家督を継いだ直後、長尾景虎（後の上杉謙信）が関東侵攻を始めた。景虎は将軍足利義輝から御内書を得た上で、越後に逃れた上杉憲政を奉じ、三国峠から上野に進出した。永禄4年（1561年）、足利義氏の関宿城を包囲し、古河城には景虎が正統な古河公方として擁立した足利藤氏が入った。このとき、憲政および景虎を支援する近衛前久も古河城に入る。一方、義氏は後北条側に参陣するように、関東諸士に対して多数の軍勢催促状を発給したが、結局、古河城に近い関宿城から退去した。
同年、景虎はさらに後北条氏本拠の小田原城を攻撃したものの、落城には至らずに撤退する。その直後、景虎は上杉憲政から山内上杉家の名跡を譲り受けて、関東管領も引き継いだ。上杉政虎、後に輝虎と改名した景虎と、北条氏政はそれぞれ異なる古河公方を奉戴し自らの関東管領の正統性を争うことになった。その後も両者は互いに攻防を繰り返し、永禄5年（1562年）には、北条氏照の攻勢を受けて、藤氏・憲政らが古河城から退去した。

### 古河公方の消滅
永禄12年（1569年）、武田信玄の動向を警戒した輝虎と氏政との間に越相同盟が成立した。その結果、義氏は古河城に入り、古河公方の地位を確立する。しかし、古河公方および関東管領の正統性争いが妥協によって終結したことは、両者ともに関東管領への関心が低下したこと、「公方－管領体制」が機能を失ったことを示す。 越相同盟以後、後北条氏の関東支配が確定的になると、古河公方を擁立する必要性も低下した。古河公方の家臣の知行割も栗橋城に入った北条氏照によって実施され、更に簗田氏・一色氏などの重臣家ではこれまで古河公方を支えた嫡流（簗田晴助・一色直朝）に代わって北条氏に忠実な庶流が要職を占めるようになる。天正10年（1582年）、武田勝頼が織田信長に滅ぼされ、上野国は信長の重臣滝川一益に与えられた。足利義氏は一益に書状を送って織田政権とのつながりを確立しようとしたが、一益は里見義頼や義頼が擁立していた足利頼淳（義明の子）と交渉を持ったものの、古河公方からの書状に対しては黙殺した。このため、織田政権が東国を平定した後に、北条氏に近い古河公方を廃して、小弓公方を再興することを検討していたとする説がある。しかし、間もなく信長は本能寺の変で討たれ、一益も北条氏に敗れて関東を追われたためにこの危機は回避された。
そして、天正11年（1583年）、義氏が男子を残さず没した後にも、何ら対策が取られないまま、古河公方は自然に消滅した。なお、そののちも古河城には義氏の娘（氏姫）を擁した古河公方宿老・家臣団がおり、古河足利家自体は引き続き存続していた。関東地方の国人衆への官途補任の権限は後北条氏に移されたが、一方で足利氏に認められた特権であった五山の公帖発給権（古河公方の場合は鎌倉五山）を後北条氏が継承することは出来ず、「新しい公方が決まるまで」という名目で宿老衆が仮の公帖を発給し続けた。

### 末裔（喜連川氏）
天正18年（1590年）に後北条氏を滅ぼした豊臣秀吉は、古河城に残された義氏の娘（氏姫）と、小弓公方の子孫である足利国朝との婚姻を成立させて、下野国喜連川に所領を与えた。秀吉の目的は、名家の血筋が絶えることを惜しんだとする見解が一般的だが、関東公方家の権威には未だ影響力が残っており、新たに関東を支配する徳川家康への牽制効果を期待したとの指摘もある。古河公方の末裔は、江戸時代には喜連川氏と称し、大名格として明治まで続いた。ただし、喜連川家は小弓公方系の家であり、歴代古河公方の供養には必ずしも熱心でなかったらしく、歴代古河公方の墓も所在が判明してるのは、2代政氏と4代晴氏のみであり（5代義氏のものと伝わる墓はあるが、これを氏姫の墓とする異論もある）、歴代古河公方やその妻の供養のために創建されたとされる古河の「三ヵ院」（徳源院・松月院・永仙院）はいずれも江戸時代後期には荒廃して、明治初頭に廃寺に追い込まれている。
なお喜連川家は徳川家の家来筋ではないという江戸時代に特異な武家であった。維新後は足利姓に復し、家名は現代まで存続している。

## 歴代古河公方
| 代   | 名前     | 在職期間          | 補佐した関東管領                                                   | 備考                                                                                    |
| ---- | -------- | ----------------- | ------------------------------------------------------------------ | --------------------------------------------------------------------------------------- |
| 初代 | 足利成氏 | 1455年 - 1497年   | （上杉憲忠）                                                       | 第5代鎌倉公方。 憲忠謀殺後は関東管領（房顕・顕定）と対立。                              |
| 2代  | 足利政氏 | 1497年 - 1512年   | 上杉顕定 上杉顕実（公方家からの養子）                              |                                                                                         |
| 3代  | 足利高基 | 1512年 - 1535年   | 上杉憲房 上杉憲寛（公方家からの養子） 上杉憲政（憲房の実子）       | 元服時は高氏。のち改名。 宇都宮成綱、結城政朝ら高基を支持する大名らの支援によって就任。 |
| 4代  | 足利晴氏 | 1535年 - 1552年   | 上杉憲政 北条氏綱（足利晴氏補任） 北条氏康（足利晴氏補任）         | 母は宇都宮成綱の娘瑞雲院。                                                              |
| 5代  | 足利義氏 | 1552年 - 1583年   | 北条氏康（足利義氏補任） 北条氏政（足利義氏補任） 上杉輝虎（謙信） | 母は北条氏綱の娘。藤氏と異母兄弟。                                                      |
| -    | 足利藤氏 | 1561年 - 1562年？ | 上杉輝虎（謙信）                                                   | 義氏の就任を認めない上杉輝虎（謙信）らが擁立。 通常、歴代には数えられない。             |
| -    | 氏姫     |                   |                                                                    | 足利義氏の長女。子孫はのちの喜連川氏。                                                  |

## 主な参考文献
- 阿部能久　『戦国期関東公方の研究』 思文閣、2006年
- 古河市史編さん委員会 編 『古河市史 通史編』 古河市、1988年
- 佐藤博信　『古河公方足利氏の研究』　校倉書房、1989年a
- 千野原靖方　『関東戦国史(全)』 崙書房、2006年

## その他の参考文献
- 新井浩文　『関東の戦国期領主と流通』　岩田書院、2011年
- 荒川善夫　『戦国期東国の権力構造』　岩田書院、2002年
- 石橋一展　『古河公方と小田原北条氏』（対決の東国史 6）吉川弘文館　2025年 ISBN　9784642068727
- 市村高男 「古河公方の権力基盤と領域支配」『古河市史研究』第11号、19-48頁、1986年
- 市村高男　『戦国期東国の都市と権力』　思文閣、1994年
- 小山市史編さん委員会 編 『小山市史 通史編1』 小山市、1984年
- 学習研究社編　『歴史群像シリーズ 戦国合戦大全（上巻）』 学習研究社、1997年、84-87頁（公方権力を背景にした氏康の領国拡大）
- 黒田基樹　『戦国期山内上杉氏の研究』　岩田書院、2013年
- 古河歴史シンポジウム実行委員会 編　『古河の歴史を歩く　古代・中世史に学ぶ』 高志書院、2012年
- 古河市史編さん委員会 編　『古河市史 民俗編』 古河市、1983年
- 佐藤博信　『中世東国の支配構造』　思文閣、1989年b
- 佐藤博信　『続中世東国の支配構造』　思文閣、1996年
- 佐藤博信　『中世東国足利・北条氏の研究』　岩田書院、2006年a
- 佐藤博信　『中世東国政治史論』　塙書房、2006年b
- 佐脇栄智　『後北条氏と領国経営』　吉川弘文館、1997年
- 千野原靖方　『国府台合戦を点検する』 崙書房、1999年
- 千野原靖方　『常総内海の世界』 崙書房、2007年
- 則竹雄一  『古河公方と伊勢宗瑞』（動乱の東国史 6） 吉川弘文館、2012年　ISBN　9784642064453
- 峰岸純夫　『中世の東国　地域と権力』　東京大学出版会、1989年